# Scanlab
SCANLAB entwickelt, fertigt und vertreibt Galvanometer-Scanner und Scan-Lösungen für das Ablenken von Laserstrahlen. Die Produkte werden in der Materialbearbeitung und der Bio- und Medizintechnik eingesetzt.

## Unternehmen
Scanlab hat seinen Sitz in Puchheim. Das Unternehmen wurde 1990 als Scanlab GmbH gegründet und beschäftigt mittlerweile über 530 Mitarbeitende. Von 1999 bis Mitte 2016 firmierte es als AG (Aktiengesellschaft). Die Leitung haben Alexander Roth als Sprecher der Geschäftsführung sowie Christian Sonner, Alexander Staudt sowie Dirk Thomas inne. 2023 konnte SCANLAB einen Konzernumsatz von 144 Millionen Euro verbuchen.
Die Blackbird Robotersysteme GmbH und das israelische Unternehmen Holo/Or sind Verbundunternehmen der SCANLAB GmbH. Das belgische Unternehmen Next Scan Technology BVBA wurde Anfang 2022 in die Scanlab GmbH integriert.

## Geschäftliche Aktivitäten
Das Unternehmen produziert über 35.000 Scan-Lösungen pro Jahr. Diese sind eine wesentliche Komponente von Laserbearbeitungsmaschinen, Lasersintermaschinen, Stereolithographiemaschinen und Lasermikroskopen, sowie dermatologischen und ophthalmologischen Geräten.
Scanlab beliefert auch Unternehmen wie das EOS, das eine Monopolstellung im Bereich Lasersintern besitzt. Nach Angaben im Geschäftsbericht 2009 hat das Unternehmen einen Marktanteil (gemessen am Umsatz) von ca. 60 %.